# Crozon

Crozon este o comună în departamentul Finistère, Franța. În 1 ianuarie 2022 avea o populație de 7.410 de locuitori.